# コンチョ (アリゾナ州)
コンチョ (Concho) は、アメリカ合衆国アリゾナ州アパッチ郡の非法人地域 (unincorporated community)、国勢調査指定地域 (census-designated place, CDP)。コンチョは、アリゾナ州セント・ジョンズの西方14マイル (23 km)、アリゾナ州道61号線 (Arizona State Route 61) に面した位置にある。2010年の国勢調査 (2010 census) において、コンチョCDPの人口は38人であった。
コンチョの郵便番号（ZIPコード）は、85924 である。アメリカ合衆国郵便公社 (The United States Postal Service) は、アリゾナ州道61号線沿いに、コンチョ郵便局を運営している。

## 歴史
コンチョは、1860年代後半に、もっぱらメキシコ人が住む集落として形成が始まった。1879年にはウィリアム・J・フレイク (William J. Flake) に率いられたモルモン教信徒の集団が到着し、フレイクとベイトマン・H・ウィルヘルム (Bateman H. Wilhelm) は、モルモン教の指導者エラスタス・スノウ (Erastus Snow) からの指示にしたがって、ホセ・フランシスコ・チャベス (José Francisco Chaves) から当地の土地の一部を買い上げた。モルモン教徒たちの集落は、スノウを讃えて「エラスタス」と名付けられたが、1890年には存続し続けていたメキシコ系住民の集落の名称に合わせてコンチョと改称された
コンチョという集落名の由来は、「貝」を意味するスペイン語の単語「コンチャ concha」である可能性があり、おそらくはコンチャ・クリーク (Concho Creek) 沿いに貝が見出されることによるのであろう。「かつてこの町は、大きな人口を擁し、現在のアリゾナ州の北東部における金融の中心地となっていた。その後、長きにわたり、小さな町として細々と存続している (The town was once the major population and financial center of the northeast quarter of what is now Arizona. It continued as a thriving small town for many years。」それでも、第二次世界大戦のような状況が生じると、住民は当地を離れ、コンチョは小さな集落へと衰退して来たのである。
CDPとなっているコンチョの村は、オールド・コンチョ (Old Concho) と称されることがあるが、伝統や伝承を豊富に伝えている。年に一度、村民たちは聖ラファエロ祭/サン・ラファエル・フィエスタ (San Rafael Fiestas) を祝うが、このときには住民や親族が集まり、にぎやかな祝祭によって往時を偲んでいる。コンチョは、メモリアルデイ 戦没将兵追悼記念日 (Memorial Day) もパレードとピクニックの行事で祝っている。

## 教育
コンチョには、コンチョ小学校区 (Concho Elementary School District) によって運営されているコンチョ小学校 Concho Elementary School) がある。
コンチョ公共図書館 (Concho Public Library) は、アパッチ郡図書館区 (Apache County Library District) によって運営されている。